# Wendigo (együttes)
A Wendigo egy magyar progresszív metalegyüttes volt. 2004-ben alakultak, és 2009-ben oszlottak fel. 2011-ben elnyerték a Fonogram-díjat. 2015-ben újból összeálltak egy koncert erejéig, a Prog Heaven Fesztiválon. Takács József (Jozzy) és Kozó Tamás (Kozi) 2021-ben új duót alapítottak Toxic Twins néven.

## Tagok
- Bátky Zoltán (BZ) - ének (2004–2009)
- Kozó Tamás (Kozi) - gitár (2004–2009)
- Takács József (Jozzy) - gitár (2004–2009)
- Csörnyi Róbert (Rob) - basszusgitár (2004–2009)
- Gábor Béla (Kisbéci) - dobok (2004–2009)

## Diszkográfia

### Albumok
- Disconnected (EP, 2004)
- Let It Out (2006)
- Audio Leash (2009)